# 亞馬遜鯷
亞馬遜鯷（学名：Amazonsprattus scintilla）為輻鰭魚綱鲱形目鳀科的其中一種，也是亞馬遜鯷属唯一物种，分布於南美洲亞馬遜河流域，體長可達2公分，屬肉食性，以枝角類、昆蟲幼蟲等為食。

## 擴展閱讀
維基物種上的相關：亞馬遜鯷